# Brouchaud
Brouchaud – miejscowość i gmina we Francji, w regionie Nowa Akwitania, w departamencie Dordogne.
Według danych na rok 1990 gminę zamieszkiwały 212 osoby, a gęstość zaludnienia wynosiła 18 osób/km² (wśród 2290 gmin Akwitanii Brouchaud plasuje się na 965. miejscu pod względem liczby ludności, natomiast pod względem powierzchni na miejscu 943.).